# Nu (série télévisée)
Pour les articles homonymes, voir Nu.
Nu est une série télévisée française en dix épisodes de 22 minutes créée par Olivier Fox et diffusée entre le 7 juin et le 6 juillet 2018 sur OCS Max.

## Synopsis
En 2026, un changement radical impose à tout le monde de vivre nu dans une France pacifiée et apaisée après le vote de la loi transparence. Mais le meurtre de l'instigateur de cette loi, retrouvé habillé, ravive les tensions. L’enquête est confiée à l'inspectrice Lucie (Malya Roman) qui collabore avec son ex-partenaire Franck Fish (Satya Dusaugey), tout juste sorti de 8 ans de coma et qui doit s'adapter à cette nouvelle situation.

## Fiche technique
- Réalisation : Olivier Fox
- Scénario : Olivier Fox, Olivier de Plas et Judith Godinot
- Montage : Johann Herbay et Justine Haouy
- Son : Germain Boulay
- Musique : Jonathan Leurquin et Thomas Rossi
- Société de production : Capa Drama
- Genre : comédie, science-fiction
- Pays :  France
- Langue : français
- Format : Couleurs
- Date de première diffusion : 7 juin 2018  France

## Distribution
- Satya Dusaugey : Franck Fish
- Malya Roman : Lucie
- Brigitte Faure : Nathalie Fish
- Vincent Solignac : Serge Fish
- Alexandre Philip : Kamel, ami d'enfance de Franck et petit-ami de Lucie
- Joséphine Draï : Eva, ex-femme de Franck
- Valérie Decobert-Koretzky : Mathilde, l'infirmière
- Alain Bouzigues : le docteur Gonzales
- François-Xavier Phan : Corinne, le médecin légiste
- Philippe Vieux : Charles Legrand
- Anne-Élisabeth Blateau : Fanny, la thérapeute
- Sebastian Barrio : le sergent-chef Pujol
- Alix Bénézech : Jess
- Rodolphe Sand : Paige
- Jean-Baptiste Shelmerdine : Karl
- Franc Bruneau : Eléphant
- Vincent Primault : le chef de la police
- Thomas Séraphine : le député Jean Lanvin

## Épisodes
Les épisodes, numérotés de un à dix, ont été diffusés du 7 juin au 6 juillet 2018.